# Ágói-patak
Az Ágói-patak a Mátrában ered, Szűcsi északnyugati határában, Heves vármegyében, mintegy 400 méteres tengerszint feletti magasságban. A patak forrásától kezdve déli irányban halad, majd Jászdózsa településnél éri el a Tarnát.

## Part menti települések
A patak partjai mentén fekvő hat településen összesen közel 13400 fő él.
- Szűcsi
- Ecséd
- Hort
- Csány
- Jászágó
- Jászdózsa

## Nevének eredete
Nevét az évenként elhullajtott szarvasok agancsai után kapta, "a patak régi neve Szárvágy volt." Az 1920-as években azonban a név rossz csengése miatt megváltoztatták, az új név választásának valószínűsíthető oka, amely szerepel a Péter József úr-féle kéziratban is, hogy Jászágónál találkozik a Tarna folyóval, majd úgy ömlik a Zagyva folyóba.